# (12240) Droste-Hülshoff
(12240) Droste-Hulshoff, désignation internationale (12240) Droste-Hülshoff, est un astéroïde de la ceinture principale.

## Description
(12240) Droste-Hulshoff est un astéroïde de la ceinture principale. Il fut découvert le 13 août 1988 à Tautenburg par Freimut Börngen. Il présente une orbite caractérisée par un demi-grand axe de 2,35 UA, une excentricité de 0,22 et une inclinaison de 3,0° par rapport à l'écliptique.

## Compléments